# Valkiajärvi (Kankaanpää, Satakunta, Finland)
Valkiajärvi eller Valkjärvi är en sjö i Finland. Den ligger i kommunen Kankaanpää i landskapet Satakunta, i den sydvästra delen av landet, 220 km nordväst om huvudstaden Helsingfors. Valkiajärvi ligger 111,9 meter över havet. I omgivningarna runt Valkiajärvi växer i huvudsak barrskog. Arean är 1,29 kvadratkilometer och strandlinjen är 5,76 kilometer lång. Sjön  ingår i Kumo älvs huvudavrinningsområde. 